# Jiuxian (köpinghuvudort i Kina, Hubei Sheng, lat 31,12, long 111,61)
Jiuxian (kinesiska: 旧县, 旧县镇) är en köpinghuvudort i Kina. Den ligger i provinsen Hubei, i den centrala delen av landet, omkring 260 kilometer väster om provinshuvudstaden Wuhan. Antalet invånare är 20 865. Befolkningen består av 10 187 kvinnor och 10 678 män. Barn under 15 år utgör 11,0 %, vuxna 15-64 år 77 %, och äldre över 65 år 11,0 %.
Runt Jiuxian är det ganska tätbefolkat, med 120 invånare per kvadratkilometer. Närmaste större samhälle är Yangping, 12,6 km norr om Jiuxian. Runt Jiuxian är det i huvudsak tätbebyggt.
Genomsnittlig årsnederbörd är 1 176 millimeter. Den regnigaste månaden är augusti, med i genomsnitt 198 mm nederbörd, och den torraste är december, med 13 mm nederbörd.